# Eduard Rapp
Eduard Reyngoldovich Rapp (nascido em 7 de março de 1951) é um ex-ciclista olímpico soviético. Competiu pela União Soviética nos Jogos Olímpicos de Verão de 1972 e Jogos Olímpicos de Verão de 1976.